# 安扎利港

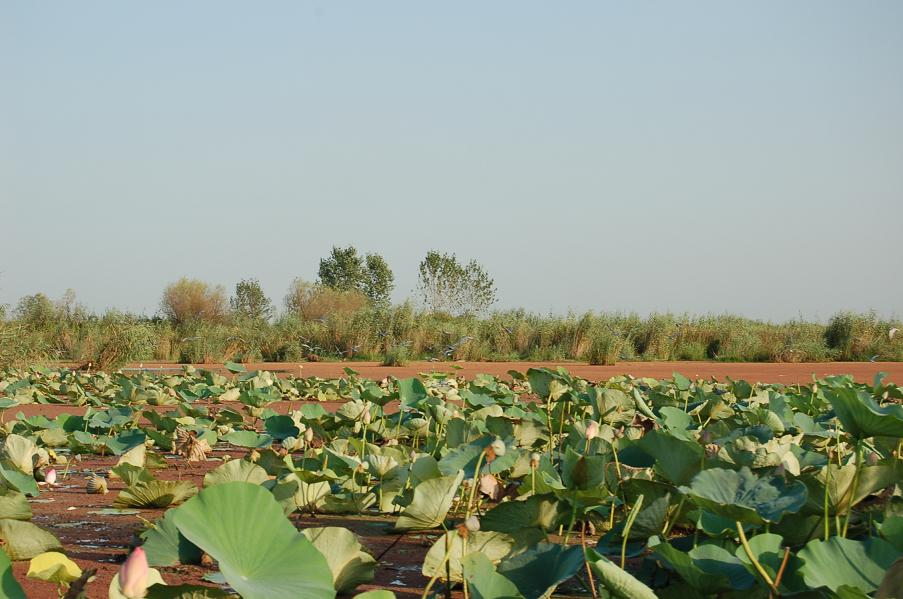
安扎利滨海湖

安扎利港（波斯语： بندرانزلی，罗马化：Bandar-e Anzalī；在伊朗伊斯兰革命前曾被穆罕默德-礼萨·巴列维改名为巴列维港，罗马化：Bandar-e Pahlavi） 是伊朗吉兰省的一座城市。截至2006年，安扎利共有109,687人，32,424户。
安扎利港是一个坐落于里海海岸的港口城市，靠近拉什特。安扎利港是伊朗北部最重要的海港之一。它包含了Mianposhteh岛及周围的诸岛屿。安扎利港的旅游景点包括一个叫Manareh的钟楼、海港廊道、萨菲德河的沿岸河滩以及一个表面有积水的三角洲。安扎利港也是1942年4月1日至10月波兰安德军自苏联撤退后上岸的地方。城市里的波兰公墓也建立于同一年。

## 历史
安扎利是古伊朗一座古老的城市，与卡度辛类似，出于与塞浦路斯的友好关系及他们在战斗中的合作，更名为安赞（罗马化：Anshan-e Pars），希腊人称他们为Anzaluy。在巴列维语中是Anzalag，它的阿拉伯语形式为Anzalaj。安扎利湾是一处商船和渔船的安全港。1935年时被重新命名为巴列维港。
1919年，由于安东·伊万诺维奇·邓尼金将军率领的白海军的溃败，他手下的18艘舰艇前往安扎利港寻求庇护。1920年5月18日，一支由13艘舰艇组成的红海军区舰队对安扎利发动了一起突然袭击，俘虏了当地的英国驻军和前来避难的18艘白海军舰艇。这催生了短命的波斯苏维埃社会主义共和国和波斯共产党。苏联政府声称不为这起攻击负责，而将其归咎于当地海军军官的自行决断。
安扎利港美丽的滨海湖、海关与市政厅（波斯语罗马化：Shahrdari）、Mian Poshte宫和 Motamedi楼是它主要的旅游景点。直到1980年以前，安扎利还是里海海军科学大学的所在地（该校后迁至瑙沙赫尔）。由Moayer-ol-mamalekk为纳萨尔丁·沙阿建造的宫殿和它著名的石浴受到了人为及自然因素的破坏。
石浴的一大奇特之处是其蓄水池中水的加热与循环系统。一些人认为，Motamedi楼曾受到过改造——它现在是警察局的所在地。这个卡扎尔王朝时期的两层建筑建造时曾受到Mirza Abd-ol-Vahab的帮助。

## 地理

Tovoos楼，安扎利港最高的塔楼

安扎利滨海湖将安扎利港分为两块。城镇两部分由两座桥连接起来。安扎利港有一个鱼子酱加工工厂，还有一些19世纪的遗址以及著名的周六巴扎。Tourbebar是一个距离安扎利港城区大约40km的村庄，靠近安扎利滨海湖。

## 气候
安扎利的气候在伊朗城市中属于最潮湿的，它深秋和初冬时期的降水、持续高度湿润和低日照度有些类似于日本的北陆地方，但相比于北陆地方有着更少的夏季降水。它的气候类型被划归为亚热带湿润性气候（柯本气候分类法 Cfa）。这种温暖而又潮湿的天气使得该区域得以种植譬如水稻和茶这类需要大量水分的作物，特别是还受到来自厄尔布尔士山脉额外落水的影响。

## 鱼子酱
安扎利港是一个鱼子酱生产中心。鱼子酱的生产与销售由国家政府通过财政部控制下的伊朗渔业公司垄断。公众不被允许进入那些储存着成吨的被取出鱼籽（约占鱼重的1/10）后的鲟鱼——有些甚至长达3米、重100千克——的巨大冷库。

## 运动
安扎利港有一个职业俱乐部——伊朗水手足球俱乐部，参加伊朗职业足球联赛。

## 住民和文化
安扎利住民的自然母语是吉拉基语，波斯语是他们的国家民族语言。

### 大学和学院
1. Shahid Khodadadi College
2. Islamic Azad University of Anzali

## 图片

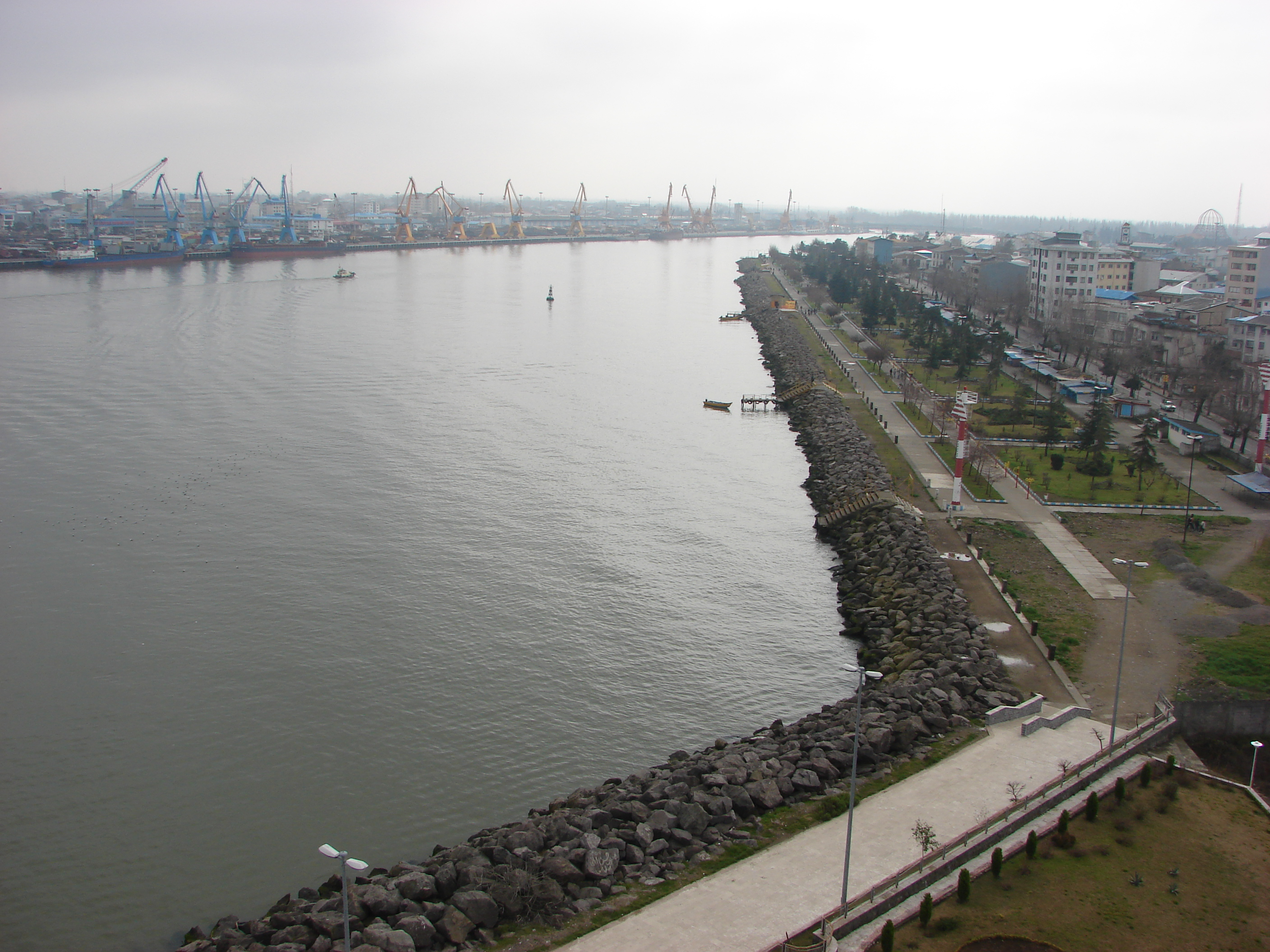
安扎利港大道
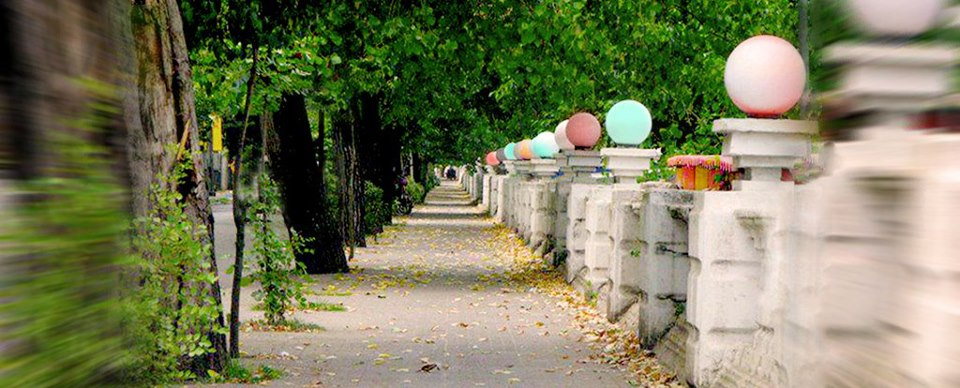
安扎利的一条步道
安扎利港市政厅
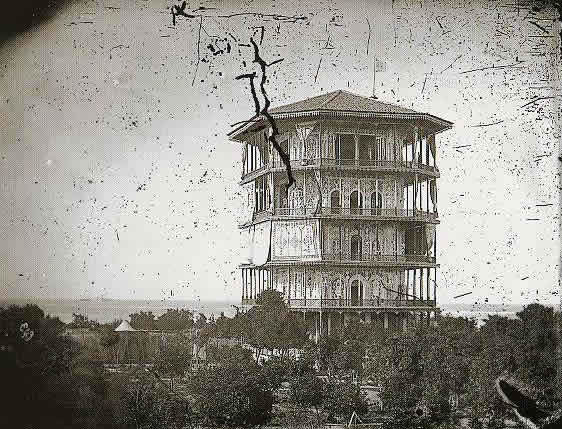
安扎利建筑废墟
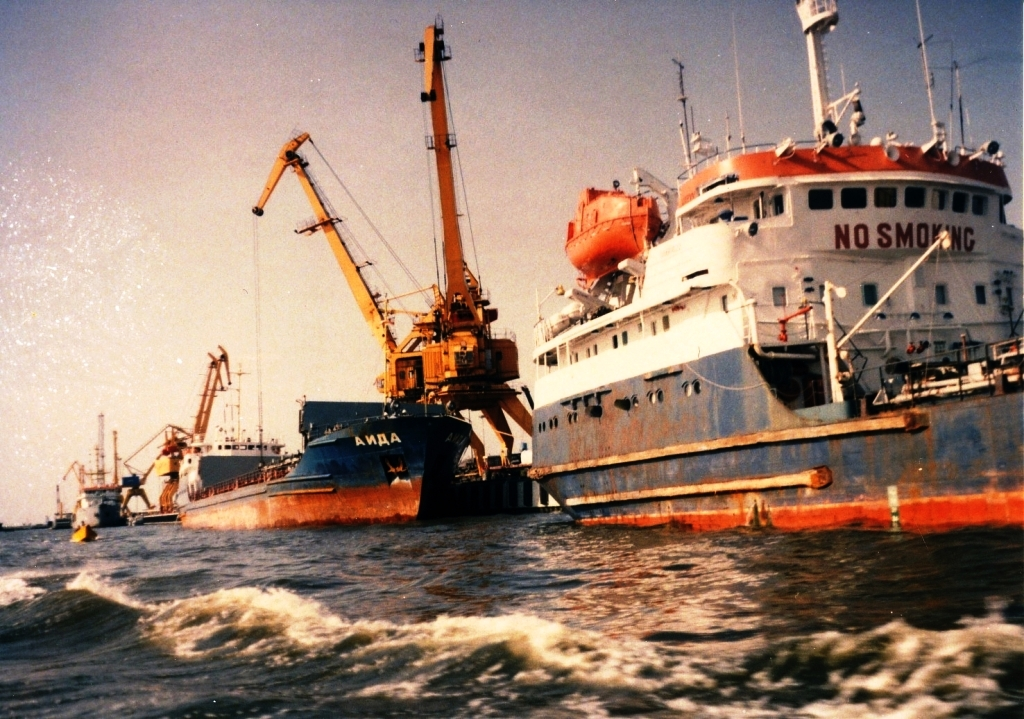
停泊在安扎利港口的俄罗斯船
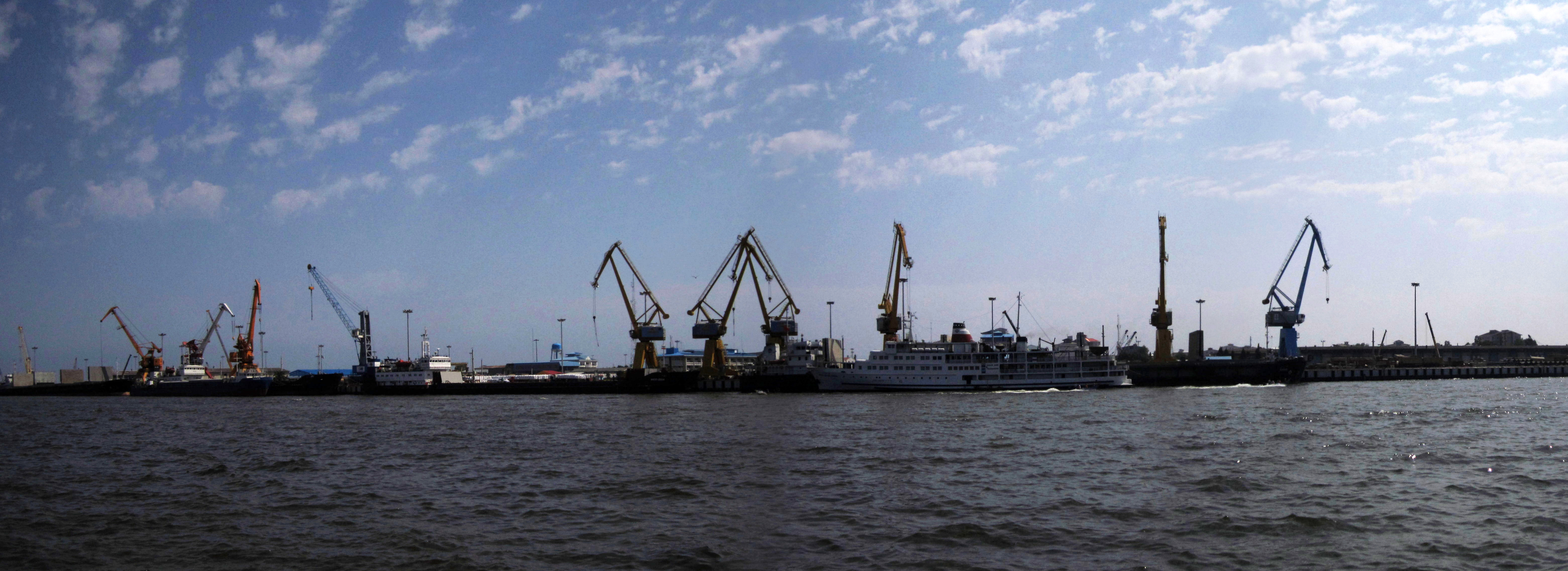
安扎利港口
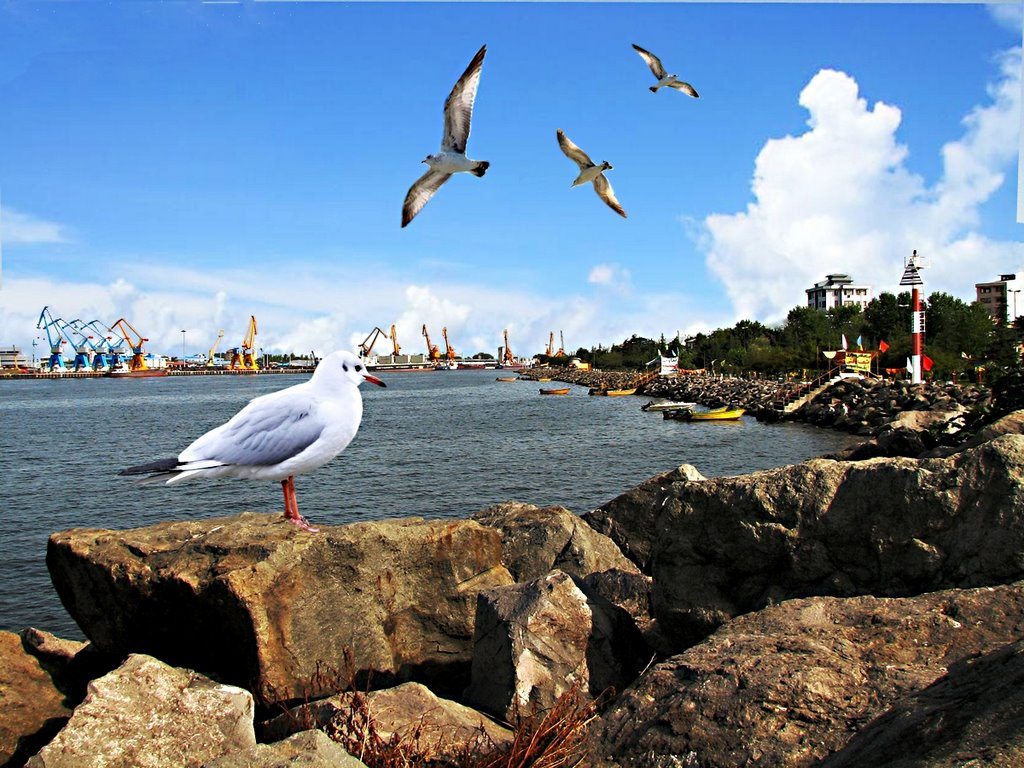
安扎利港海岸
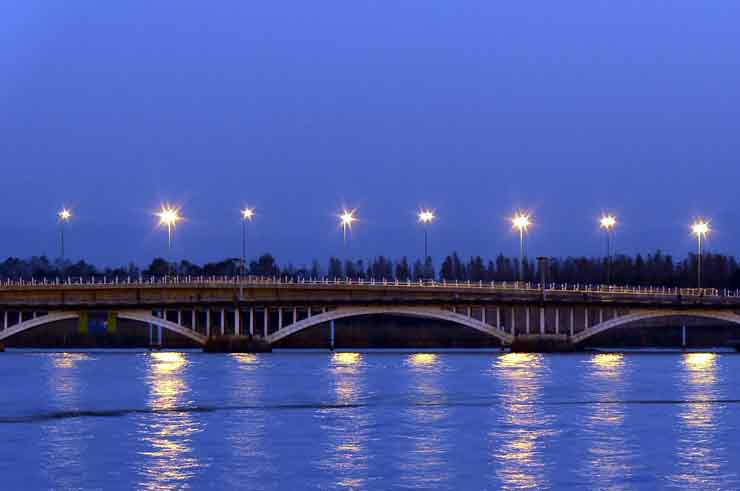
安扎利跨萨菲德桥